# Obléhání Toulonu
Obléhání Toulonu byl vojenský konflikt, který trval od 18. září do 18. prosince 1793. Armáda První Francouzské republiky obléhala město Toulon poté, kdy monarchisté obsadili město a předali je Britům.

## Souvislosti

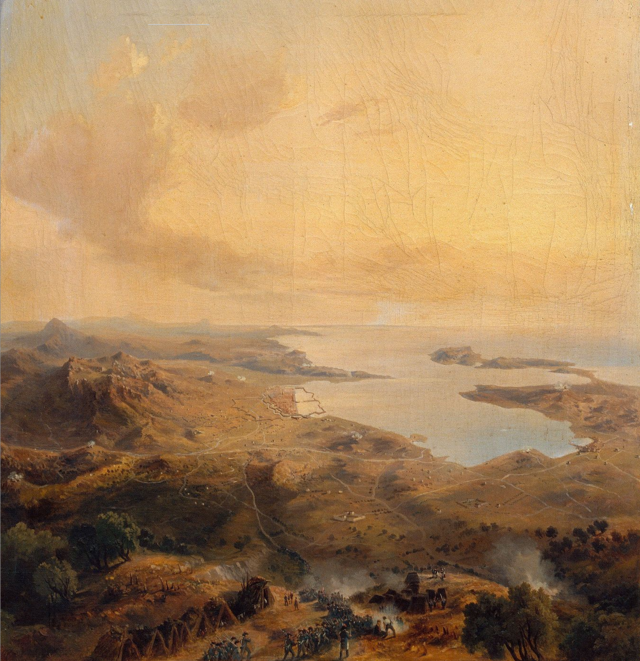
Obléhání Toulonu, obraz od Jean-Antoine-Siméona Forta

Francie se od popravy krále Ludvíka XVI. v lednu roku 1793 zmítala v nepokojích. Docházelo k mnoha povstáním, za která byli především zodpovědní royalisté. K povstáním docházelo na západě, jihozápadě, ale především na jihovýchodě Francie. Dne 28. srpna proběhla vzpoura i v Toulonu, navíc za anglické podpory – britský admirál Samuel Hood poslal do toulonského přístavu eskadru Royal Navy.

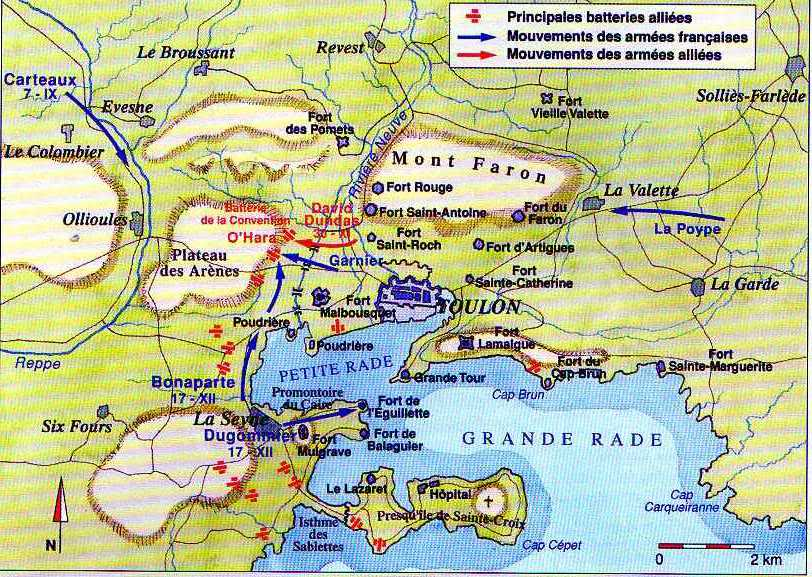
Plán obléhání

## Průběh

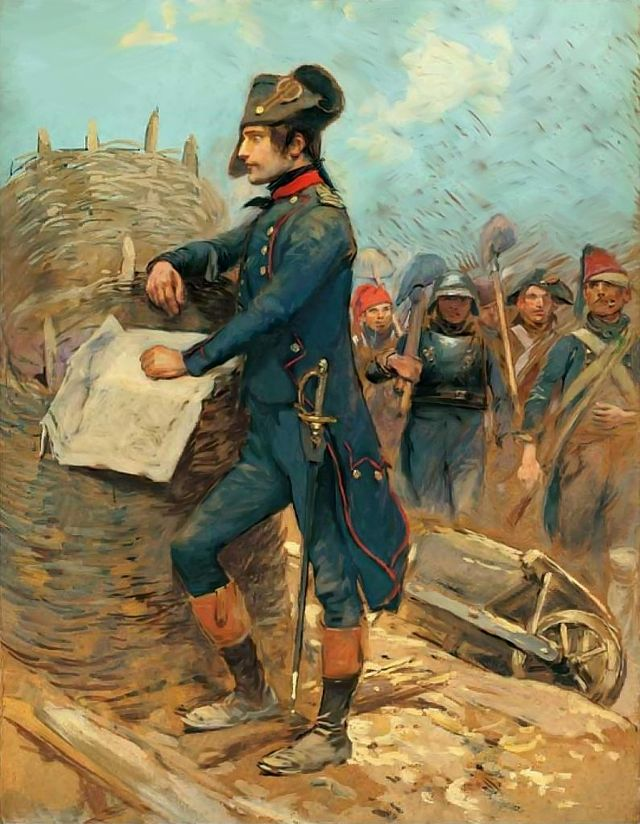
Bonaparte při obléhání Toulonu, obraz od Édouarda Detailla

U Toulonu se nacházely tři strategické body – královská věž a dvě pevnosti Balaguier a Eguillette. Ten, kdo by se zmocnil těchto tří míst, by měl volnou cestu do přístavu. Na straně Francouzů bylo 30 000 vojáků a 100 děl, proti nim stálo 10 000 vojáků z Anglie, Neapole, Sardinie a francouzští royalisté. První fází francouzského útoku byl frontální útok přímo na město. Tento plán ale ztroskotal. Francouzi při tomto pokusu měli těžké ztráty dělostřelectva, a navíc byl zraněn generál de Dommartin, kterého 17. září nahradil Napoleon Bonaparte. Hlavní velení měl generál Casteaux, který byl ale poněkud neschopný, proto přenechal velení Napoleonovi. Bonaparte nechal přivézt nová děla a pece na dělové koule, které měl v plánu rozžhavit a následně pálit na anglickou flotilu. Neváhal a pustil se do ostřelování Angličanů. Při tomto útoku nahradil jednoho mrtvého dělostřelce a sám se ujal děla. Jeho předchůdce měl naneštěstí svrab a Napoleon se od něj nakazil. Tato nemoc ho trápila ještě několik let. Při válečné poradě se Napoleon obrátil na jednoho z generálů, řekl „Toulon je tady“ a ukázal na pevnost Eguillette naproti Toulonu. Všichni se mu vysmáli, že neví, kde je Toulon. Napoleon jim ale vzápětí vysvětlil své plány na dobytí města. Toulon nebylo možné dobýt přímo, Napoleon jej chtěl získat právě přes Eguillette. Díky strategickému postavení již zmíněné pevnosti by měli dělostřelci na dostřel anglické lodě v toulonském přístavu, čímž by odřízli Toulon od zásobování. 20. září Angličané opustili malé kotviště a uvědomili si, že musí ubránit Balaguier a Eguillette, proto postavili před těmito pevnostmi další pevnost Mulgrave, které Francouzi přezdívali „Malý Gibraltar“. Napoleon postavil proti pevnosti artilérii a – jako už několikrát – se ocitl v první linii. 17. prosince útočil přímo na Mulgrave a Eguillette, a nakonec i na Balaguier. Francouzi obě pevnosti dobyli a konečně měli na mušce obě kotviště. O několik dní později Toulon kapituloval. Díky tomuto obléhání byl kapitán Napoleon povýšen na brigádního generála (přeskočil tím hodnost plukovníka) a tím na sebe upozornil.